# سانتا ماريا ديل ميركاديلو
بلدية سانتا ماريا ديل ميركاديلو (بالإسبانية: Santa María del Mercadillo)‏, هي إحدى بلديات مقاطعة برغش, التي تقع في منطقة قشتالة وليون, والتي تقع في شمال غرب إسبانيا.
يبلغ عدد سكانها 183 نسمة وفقاً لإحصائية سنة (2002).